# ダテホーライ
ダテホーライは、日本の競走馬。1969年に行われた第10回宝塚記念の勝ち馬である。タケシバオー、アサカオー、マーチス、タニノハローモア、キタノダイオーらとは同世代にあたる。

## 来歴
馬齢は旧表記（数え年）とする。

### 1967年
1967年7月23日、函館競馬場（以下、函館）の3歳新馬戦でデビューし3着。初勝利は2戦目となるオープン（函館）。 しかしその後は勝ち星から遠ざかった。

### 1968年
1968年1月27日の雪割草特別（中京競馬場、以下中京）で8戦ぶりの勝利となる2勝目を挙げ、2月18日のきさらぎ賞（中京）ではマーチスの5着。その後、3月3日の春駒賞（京都競馬場、以下京都）を勝った。
この年は東京競馬場（以下、東京）のスタンド改築工事の影響により、皐月賞が5月19日、東京優駿が7月7日に行われる変則日程となっており、クラシック戦線を睨むうえではローテーション的にはまだ余裕があった。しかし当馬は4月7日の4歳ステークス（阪神競馬場、以下阪神）で失格となり、約1か月の出走停止処分となったことが影響して、皐月賞を回避することになる。
5月5日、京都4歳特別（京都）に出走し3着。その後東京優駿を目指し、東上最終便ともいうべき6月2日の毎日盃（阪神）では単勝1番人気に応え、初の重賞勝ちを収めた。しかし、東上初戦となる6月23日のオープン（東京）では7着と敗退。さらに東京優駿（東京）では、左前釘傷のため競走除外となった。
秋は10月6日の朝日チャレンジカップ（阪神）から始動し、同レースでは3着。続く10月27日の京都盃（京都）でも3着に入る。11月17日の菊花賞（京都）では、勝ち馬のアサカオーから1馬身4分の1差の2着となった。続く12月7日のオープン（中京）では1分25秒4という、ダート1400メートルにおけるレコードをマークし勝利したが、12月29日の阪神大賞典（阪神）では1番人気に支持されながらも3着に終わった。

### 1969年以降
1969年1月19日の日本経済新春盃（京都）では、4歳時になかなか勝てなかったタニノハローモアを首差抑えて勝利。続く2月9日の中京記念（中京）ではハローモアの3着に敗れたが、2月23日の中京大賞典（中京）ではハローモアを4着に沈め勝った。4月6日のサンケイ大阪盃（阪神）では2着のアサカオーに2馬身の差をつけ、重賞連勝。4月29日の春の天皇賞（京都）では4着に終わったが、マーチス（5着）には1馬身半差先着した。
その後、6月1日の宝塚記念（京都）に出走。ファン投票で上位に選ばれたアサカオー、タケシバオーが出走せずわずか4頭立てというメンバー構成となり、マーチスに次ぐ2番人気に推された。レースは逃げるダイイチオーを残る3頭で追う形となり、脱落したメジロシンゲンをのぞく3頭の争いとなって直線勝負にもつれこんだが、最後は2着マーチスに1馬身の差をつけ、2分16秒1のレコードタイムで勝った。
その後6月29日の鳴尾記念（京都）に出走、不良馬場のなか61キログラムの負担重量を背負うが4着と敗れる。しかし秋初戦となる9月28日の朝日チャレンジカップ（阪神）では、61キログラムのトップハンデを背負いながらも2分1秒9のレコードをマークし勝利。これを契機に東上の予定だったが、骨折のため休養を余儀なくされる。
1970年4月12日、マイラーズカップ（阪神）で復帰。トウメイに半馬身差の2着に入り、4月29日の春の天皇賞（阪神）の有力候補となったが左肩跛行のため出走取消となり、またこれが現役最後の記録となった。
引退後は種牡馬となり、コーナンルビー（帝王賞、羽田盃、浦和桜花賞）などを送り出した。1979年4月23日に死亡した。

## 血統表
| ダテホーライの血統（ダークロナルド系／Blenheim 4x5=9/38%、 Blandford 母内4x5=9.38%、 Friar Marcus 5x5=6.25%） | ダテホーライの血統（ダークロナルド系／Blenheim 4x5=9/38%、 Blandford 母内4x5=9.38%、 Friar Marcus 5x5=6.25%） | ダテホーライの血統（ダークロナルド系／Blenheim 4x5=9/38%、 Blandford 母内4x5=9.38%、 Friar Marcus 5x5=6.25%） | （血統表の出典） | （血統表の出典） |
| 父 ウイルデイール 1956 黒鹿毛 日本                                                                            | 父の父Wilwyn 1948 鹿毛 イギリス                                                                               | Pink Flower                                                                                                   | Oleander         | Oleander         |
| 父 ウイルデイール 1956 黒鹿毛 日本                                                                            | 父の父Wilwyn 1948 鹿毛 イギリス                                                                               | Pink Flower                                                                                                   | Plymstock        |                  |
| 父 ウイルデイール 1956 黒鹿毛 日本                                                                            | 父の父Wilwyn 1948 鹿毛 イギリス                                                                               | Saracen | Donatello        | Donatello        |
| 父 ウイルデイール 1956 黒鹿毛 日本                                                                            | 父の父Wilwyn 1948 鹿毛 イギリス                                                                               | Saracen | Lovely Rosa      |                  |
| 父 ウイルデイール 1956 黒鹿毛 日本                                                                            | 父の母*メードンスグリーン Maidens Green 1946 鹿毛 イギリス                                                    | Straight Deal                                                                                                 | Solario          | Solario          |
| 父 ウイルデイール 1956 黒鹿毛 日本                                                                            | 父の母*メードンスグリーン Maidens Green 1946 鹿毛 イギリス                                                    | Straight Deal                                                                                                 | Good Deal        |                  |
| 父 ウイルデイール 1956 黒鹿毛 日本                                                                            | 父の母*メードンスグリーン Maidens Green 1946 鹿毛 イギリス                                                    | Windsor Lady                                                                                                  | Beresford        | Beresford        |
| 父 ウイルデイール 1956 黒鹿毛 日本                                                                            | 父の母*メードンスグリーン Maidens Green 1946 鹿毛 イギリス                                                    | Windsor Lady                                                                                                  | Resplendent      |                  |
| 母 *ペルシアンレーゼンド Persian Legend 1958 黒鹿毛 イギリス                                                  | 母の父Persian Gulf 1940 鹿毛 イギリス                                                                         | Bahram | Blandford        | Blandford        |
| 母 *ペルシアンレーゼンド Persian Legend 1958 黒鹿毛 イギリス                                                  | 母の父Persian Gulf 1940 鹿毛 イギリス                                                                         | Bahram | Friar's Daughter |                  |
| 母 *ペルシアンレーゼンド Persian Legend 1958 黒鹿毛 イギリス                                                  | 母の父Persian Gulf 1940 鹿毛 イギリス                                                                         | Double Life                                                                                                   | Bachelors Double | Bachelors Double |
| 母 *ペルシアンレーゼンド Persian Legend 1958 黒鹿毛 イギリス                                                  | 母の父Persian Gulf 1940 鹿毛 イギリス                                                                         | Double Life                                                                                                   | Saint Joan       |                  |
| 母 *ペルシアンレーゼンド Persian Legend 1958 黒鹿毛 イギリス                                                  | 母の母Legende 1939 鹿毛 フランス                                                                              | Pampeiro | Blenheim         | Blenheim         |
| 母 *ペルシアンレーゼンド Persian Legend 1958 黒鹿毛 イギリス                                                  | 母の母Legende 1939 鹿毛 フランス                                                                              | Pampeiro | Pie Grieche      |                  |
| 母 *ペルシアンレーゼンド Persian Legend 1958 黒鹿毛 イギリス                                                  | 母の母Legende 1939 鹿毛 フランス                                                                              | Chevalerie | Abbot's Speed    | Abbot's Speed    |
| 母 *ペルシアンレーゼンド Persian Legend 1958 黒鹿毛 イギリス                                                  | 母の母Legende 1939 鹿毛 フランス                                                                              | Chevalerie | Kassala F-No.9-f |                  |

弟に東京盃を勝ったオーナーズシユン（中央競馬ではインターマサアキの名で出走）がいる。